# Dol, Medvode
Dol este o localitate din comuna Medvode, Slovenia, cu o populație de 88 de locuitori.